# Vicini assassini
Vicini assassini (Fear Thy Neighbor) è un programma televisivo, statunitense e canadese prodotto da Cream Productions, Investigation Discovery, Bell Media, Fremantle. La stagione 3 è stata tradotta e adattata in italiano da Change the Word.

## Puntate
| Stagione | Stagione | Episodi | Prima TV originale | Prima TV originale | Prima TV italiana |
| Stagione | Stagione | Episodi | Inizio             | Fine               | Prima TV italiana |
| -------- | -------- | ------- | ------------------ | ------------------ | ----------------- |
|          | 1        | 6       | 14 aprile 2014     | 19 maggio 2014     |                   |
|          | 2        | 13      | 13 aprile 2015     | 13 luglio 2015     |                   |
|          | 3        | 10      | 30 marzo 2016      | 7 giugno 2016      |                   |
|          | 4        | 10      | 6 aprile 2017      | 8 giugno 2017      |                   |
|          | 5        | 10      | 2 giugno 2018      | 4 agosto 2018      |                   |
|          | 6        | 10      | 1º agosto 2019     | 2 novembre 2019    |                   |
|          | 7        | 13      | 7 maggio 2021      | 30 luglio 2021     |                   |
|          | 8        | 13      | 13 giugno 2022     | 10 ottobre 2022    |                   |